# Musée gallo-romain de Saint-Romain-en-Gal
Le musée gallo-romain de Saint-Romain-en-Gal est un musée archéologique situé à Saint-Romain-en-Gal dans le département du Rhône au-dessus du site archéologique du même nom, situé au cœur de l'ancienne cité romaine de Vienna. Il est géré et exploité par les services du département du Rhône. Le musée accueille régulièrement des expositions temporaires.
En 2021, le musée obtient la marque d’État Tourisme et Handicap.

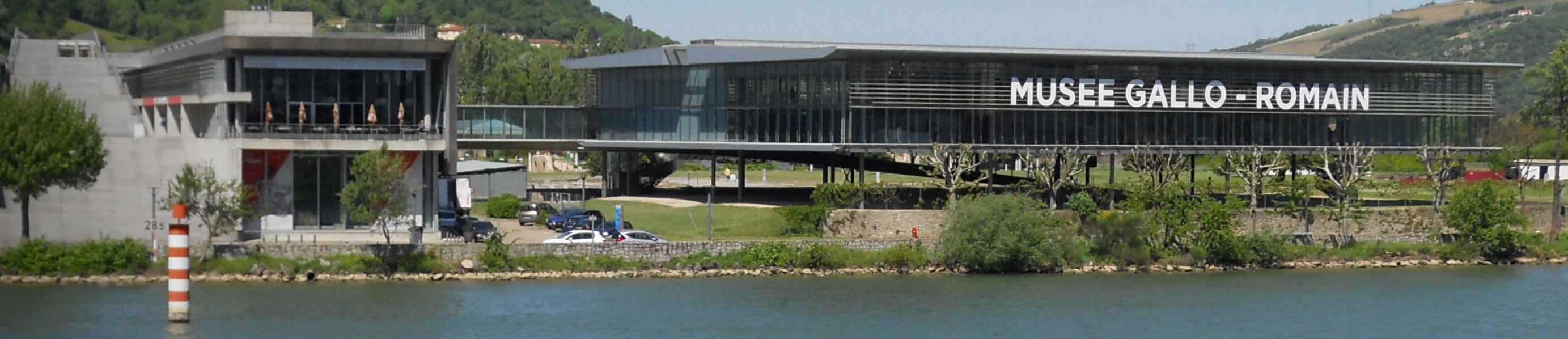
Vue sur le musée gallo-romain de Saint-Romain-en-Gal.

Une rénovation lourde du bâtiment est prévue de 2027 à 2030, période durant laquelle le musée devrait toutefois rester ouvert.

## Histoire
Découvert en 1967 à l'occasion de la construction d'un lycée sur la rive droite du Rhône, le site archéologique de Saint-Romain-en-Gal révèle un vaste quartier artisanal et résidentiel de la Vienne Antique.

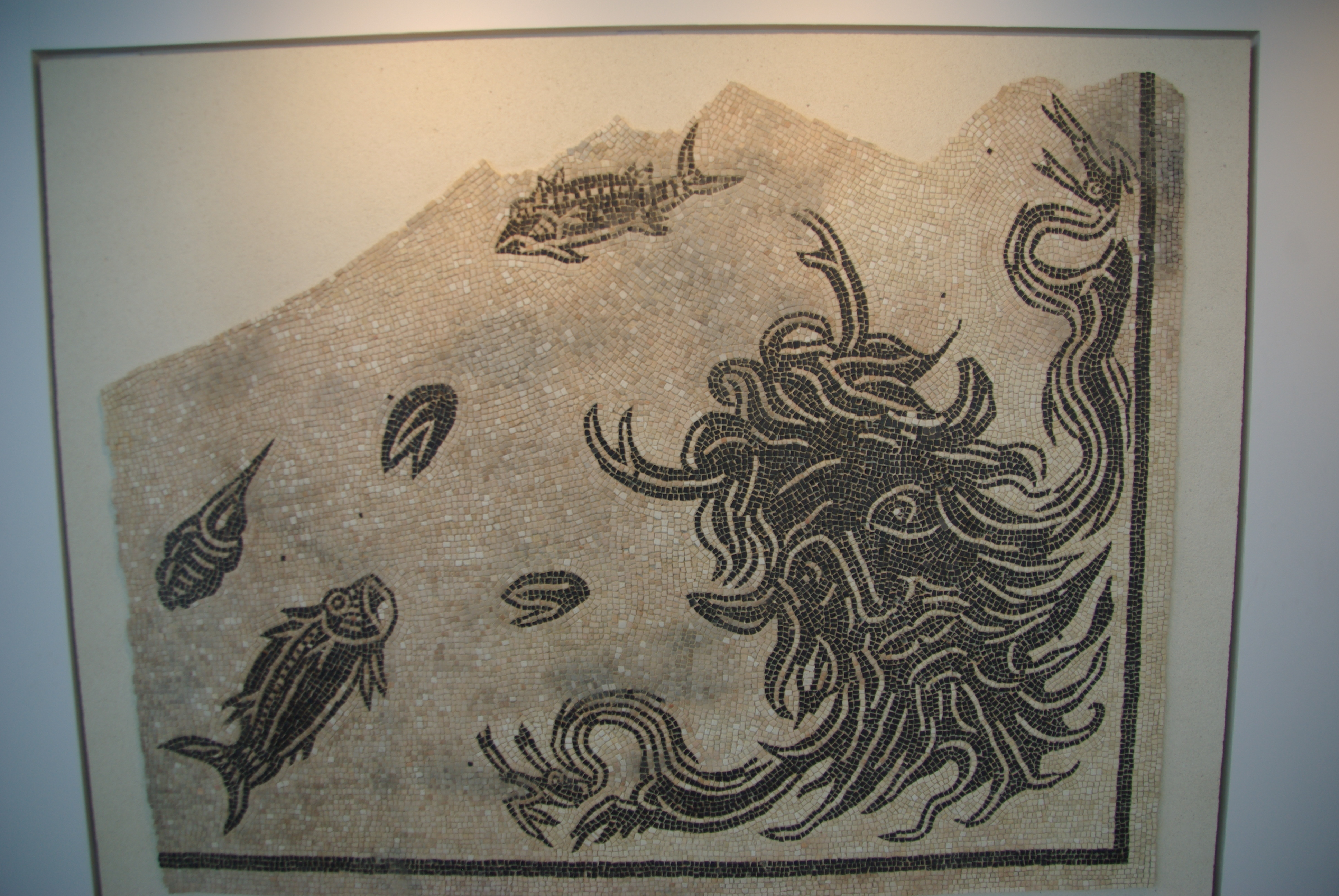
Mosaïque de la maison du dieu Océan

Le site a été occupé dès la fin du Ier siècle av. J.-C. par de grandes demeures à péristyle, domus urbaines, qui voisinent avec des entrepôts, des boutiques, des échoppes d'artisans et des ateliers.

## Le Musée
Le musée a été construit en 1996 par Philippe Chaix et Jean-Paul Morel, avec un bâtiment d'accueil en béton, et un bâtiment d'exposition vitré offrant une vue sur le site archéologique.
Le musée présente l'histoire gallo-romaine des environs de Vienne et du site archéologique. En particulier, le musée présente des objets, des mosaïques et des maquettes de Vienne, du port marchand, des commerces et des différentes domus.

### Galerie de photos

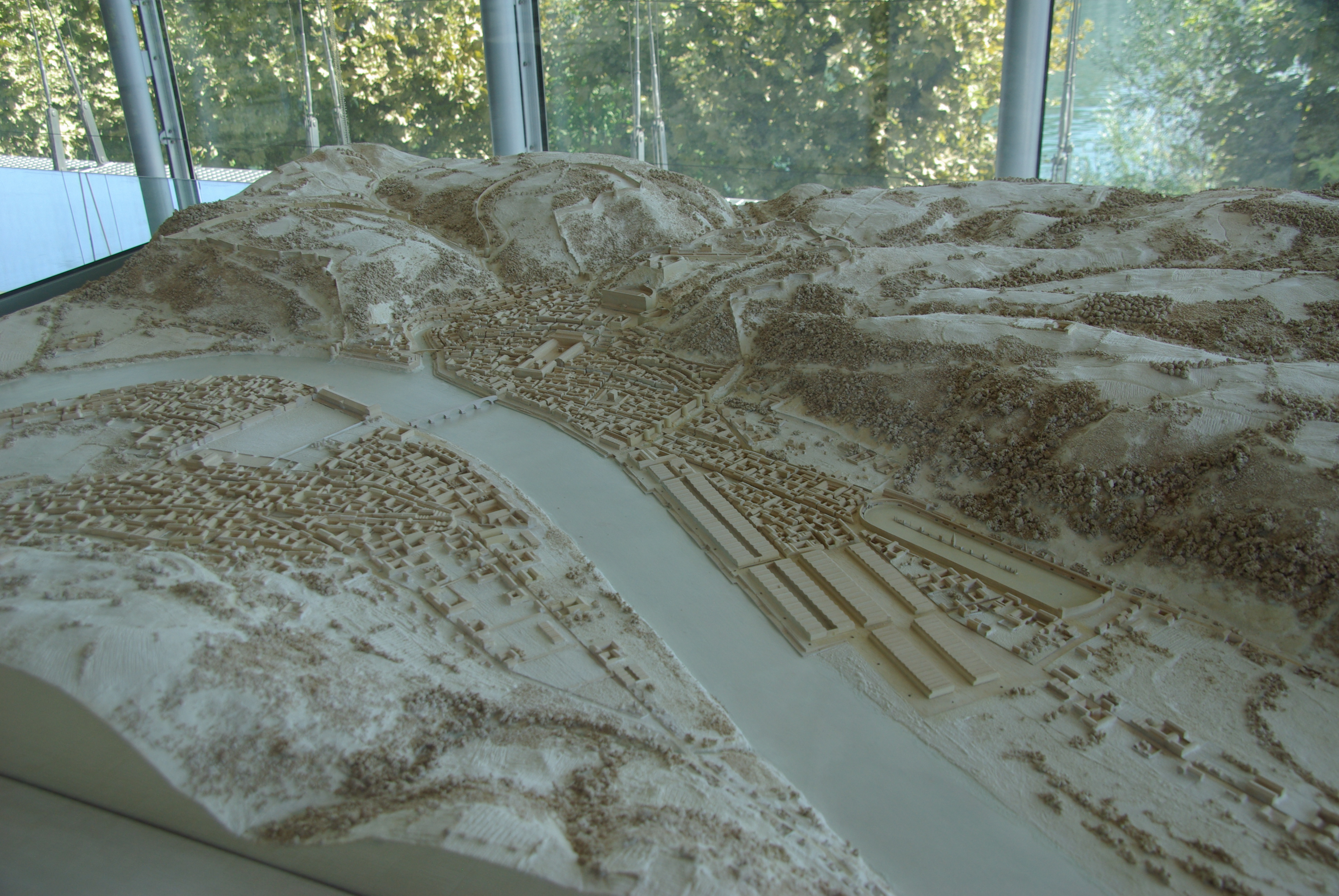
Maquette de la Vienne antique.
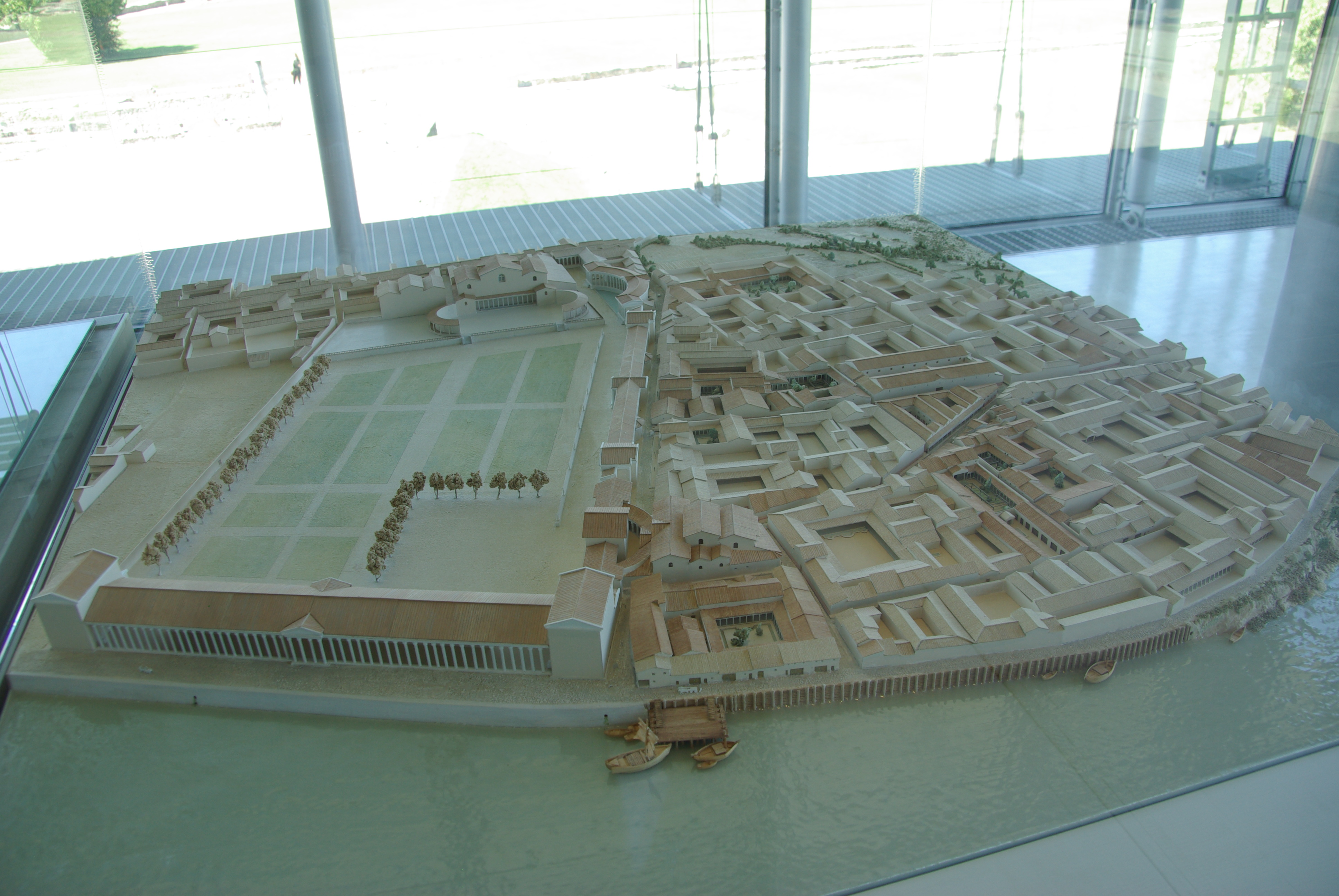
Maquette du site archéologique.
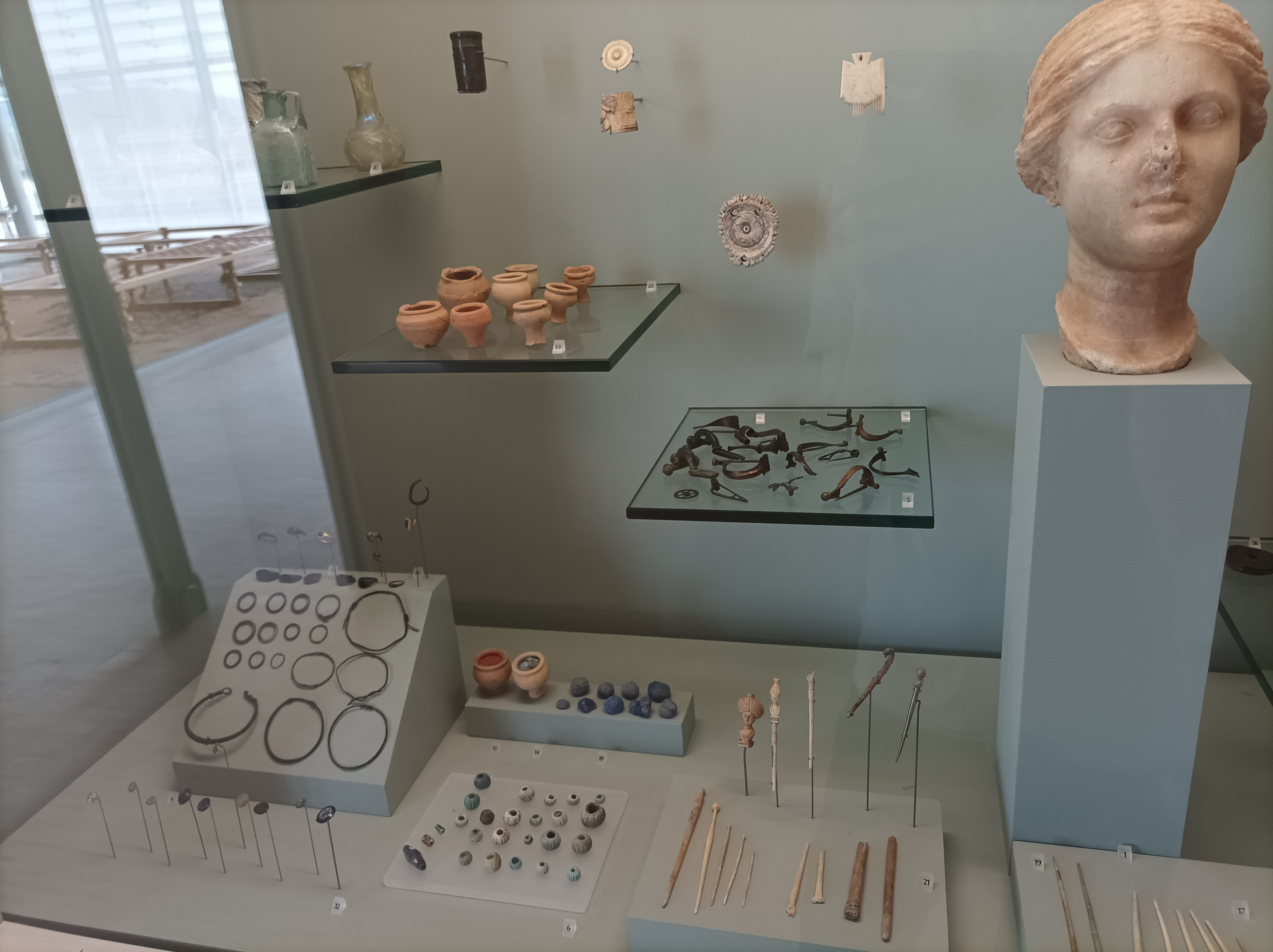
Vitrine.
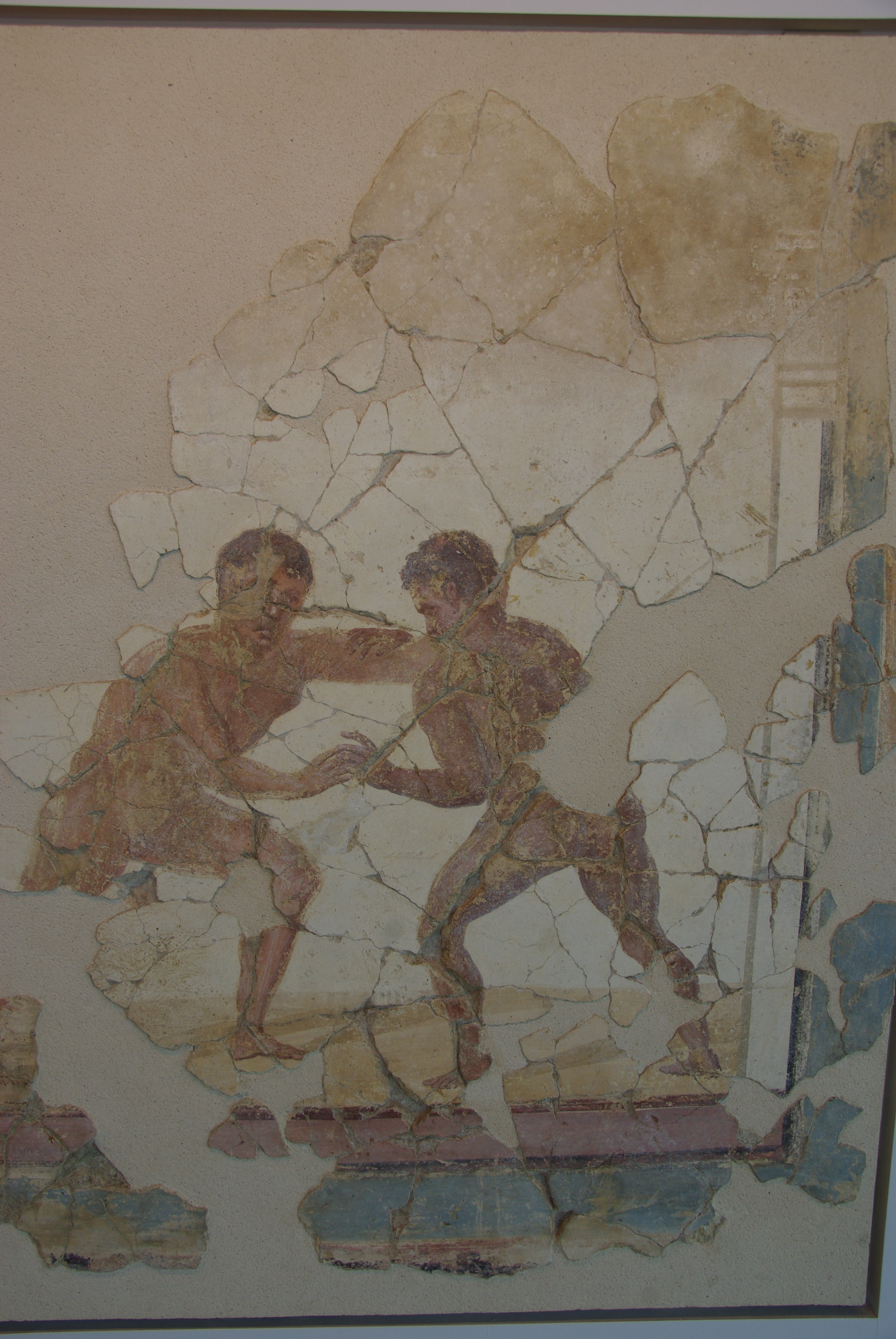
Fresque.
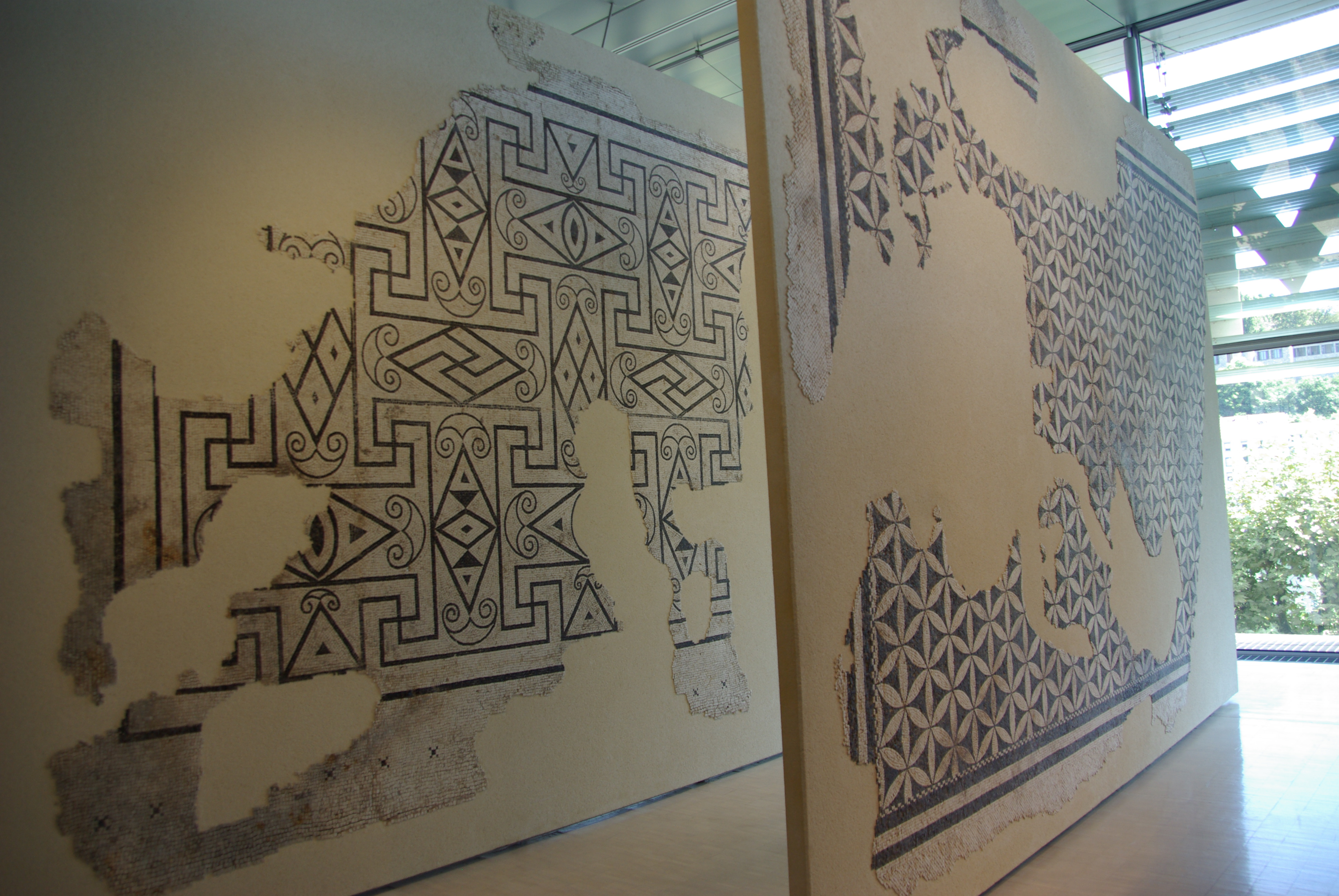
Mosaïques.
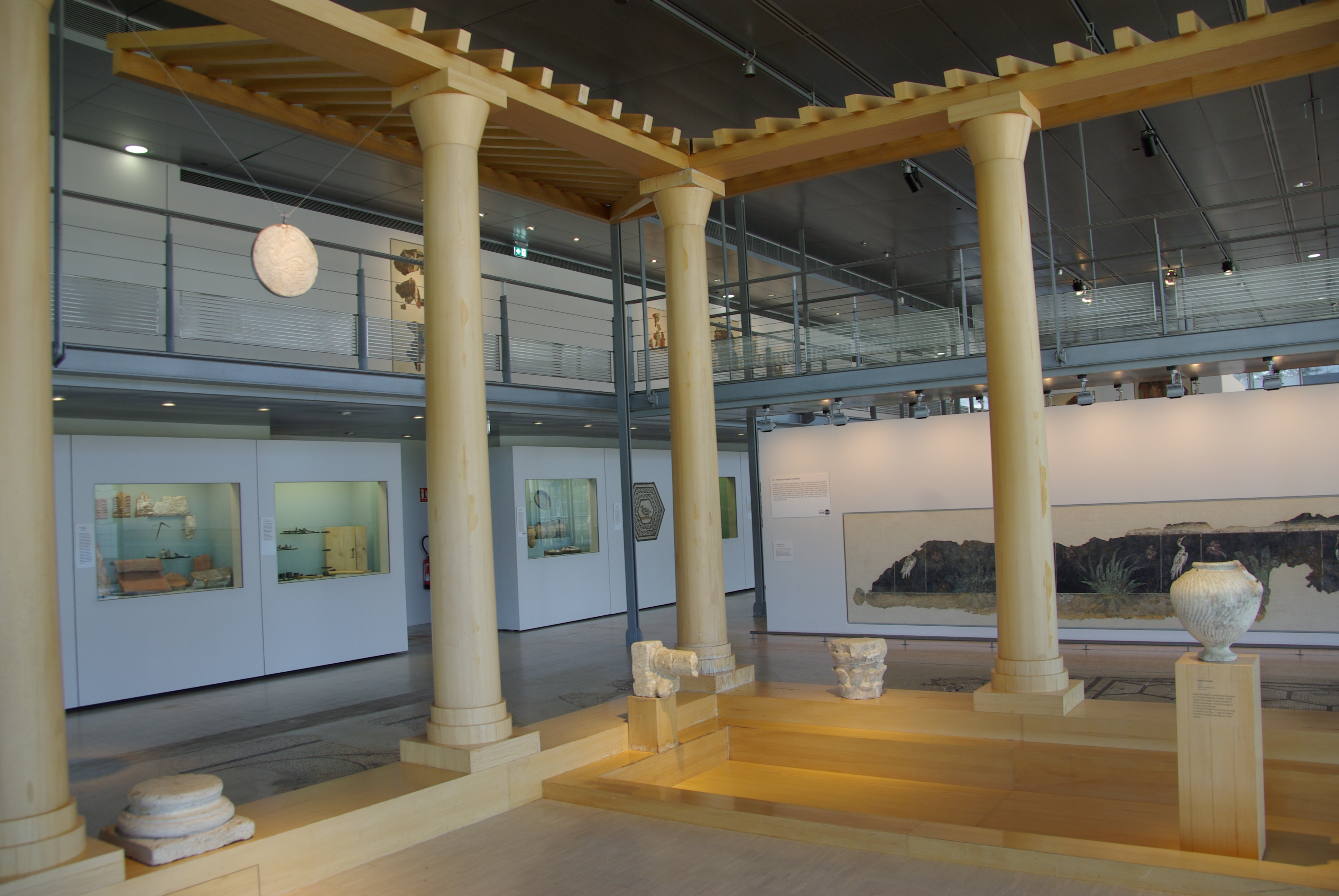
Reconstitution de péristyle.

## Le site archéologique
- Thermes des Lutteurs
- Maison du dieu Océan

### Galerie de photos

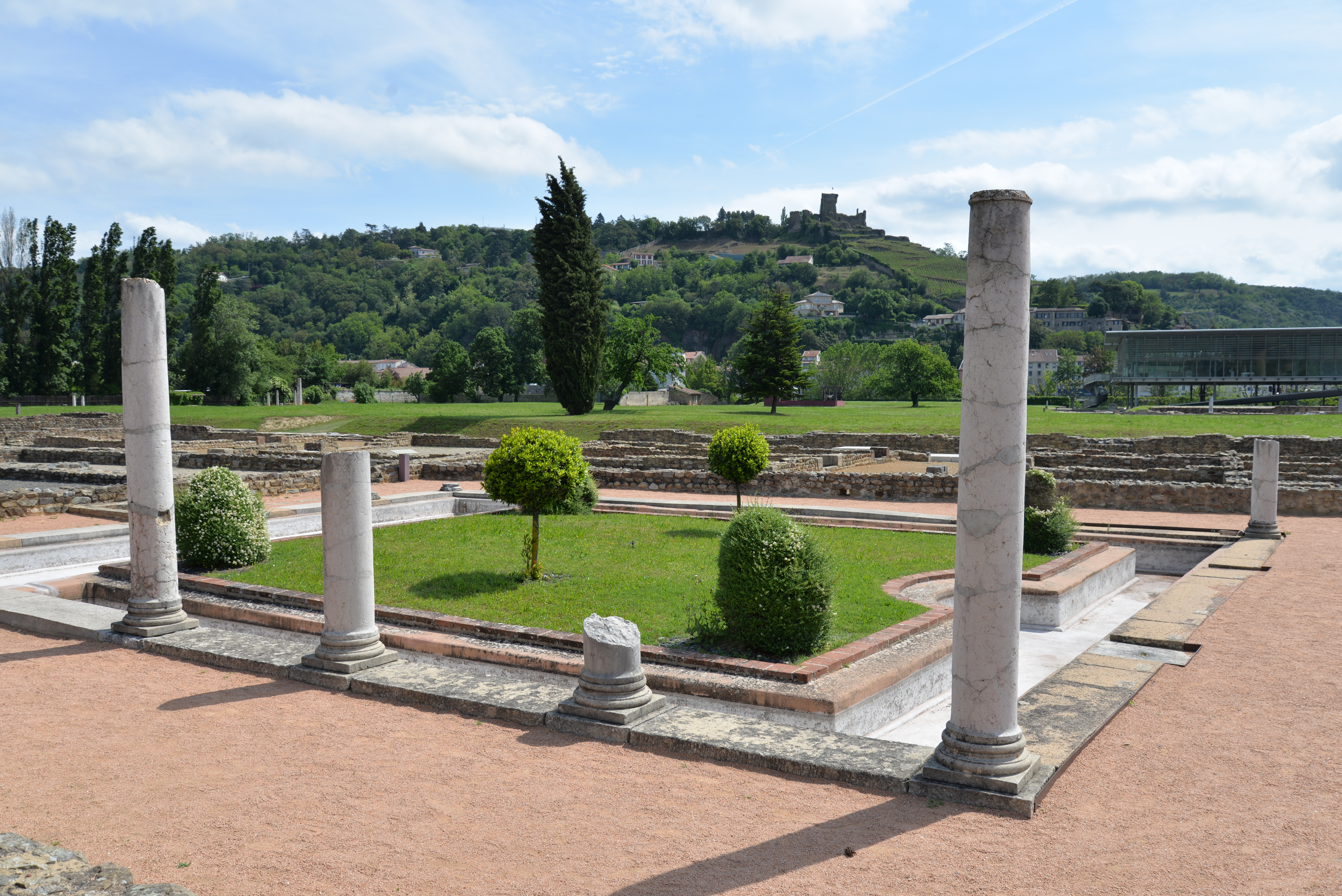
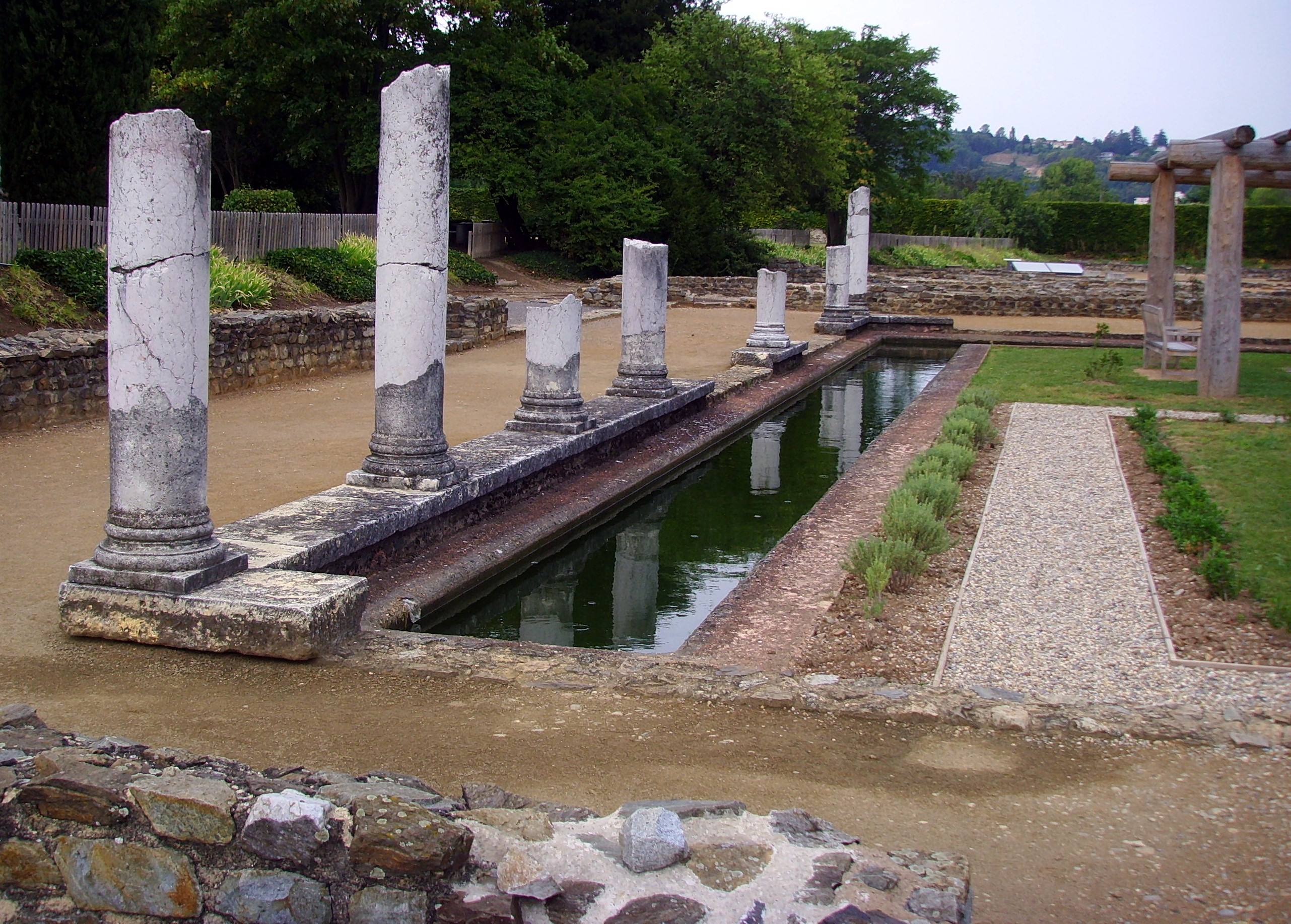
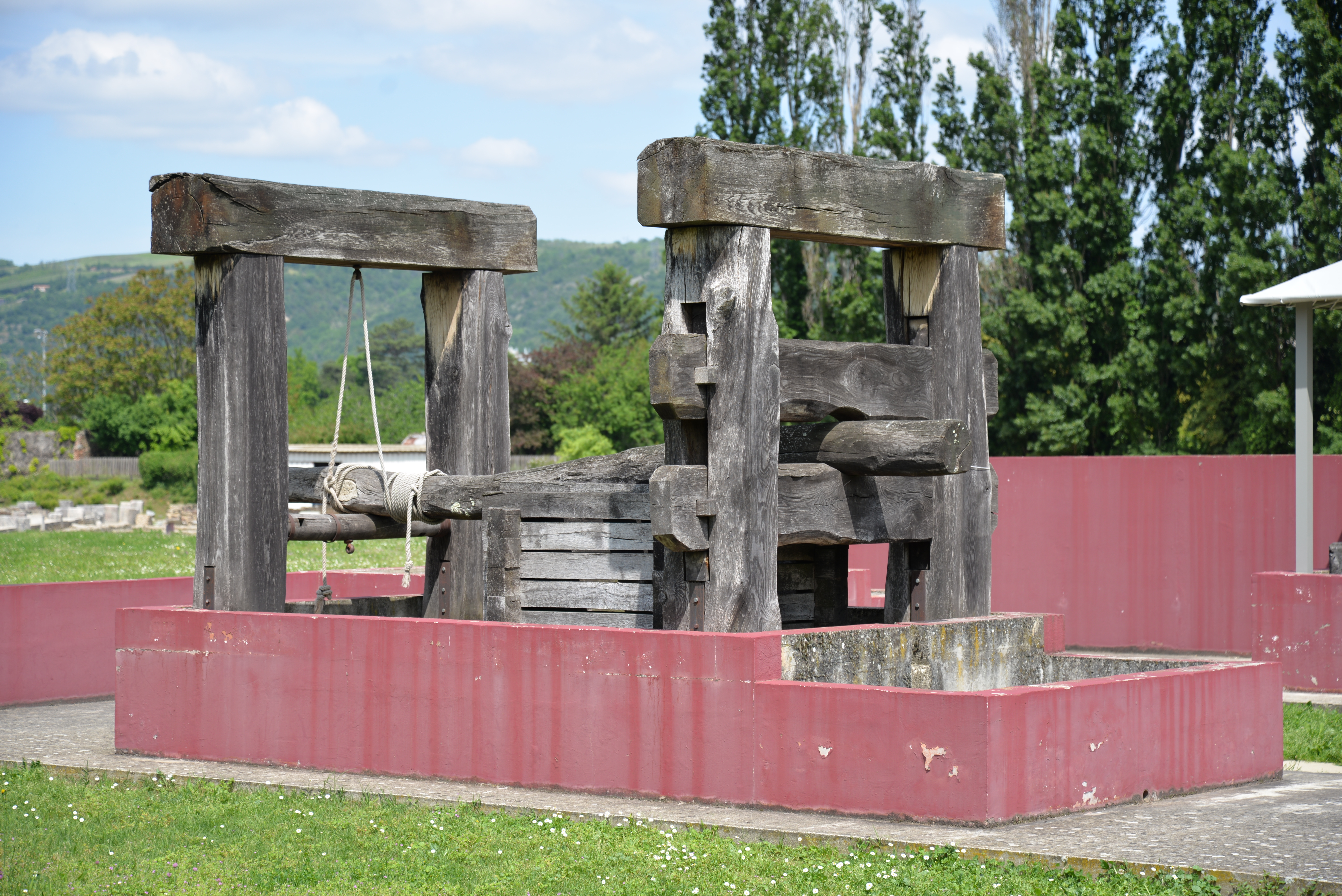
Reconstitution de pressoir.
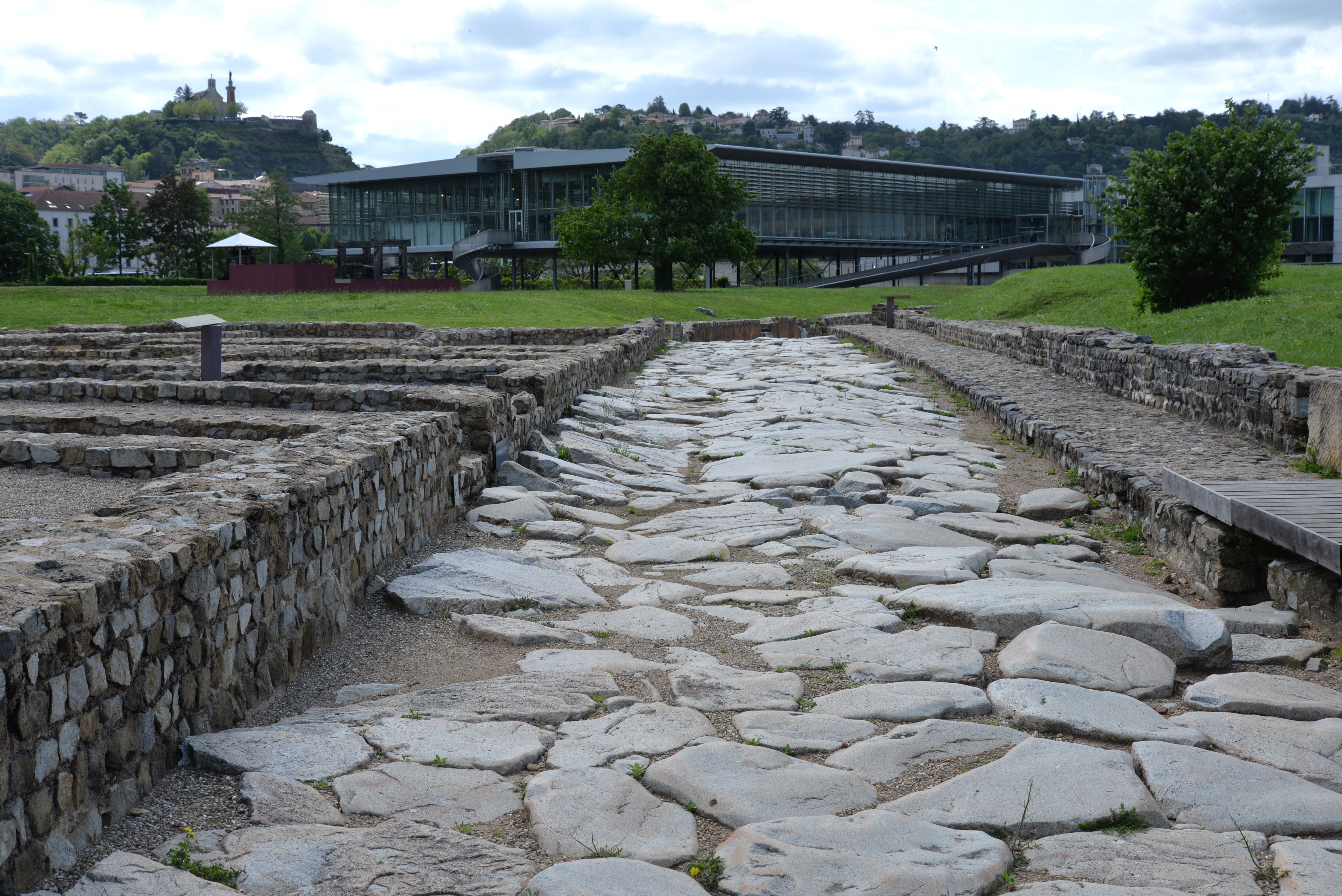
Ancienne voie romaine sur le site archéologique de Saint-Romain-en-Gal.
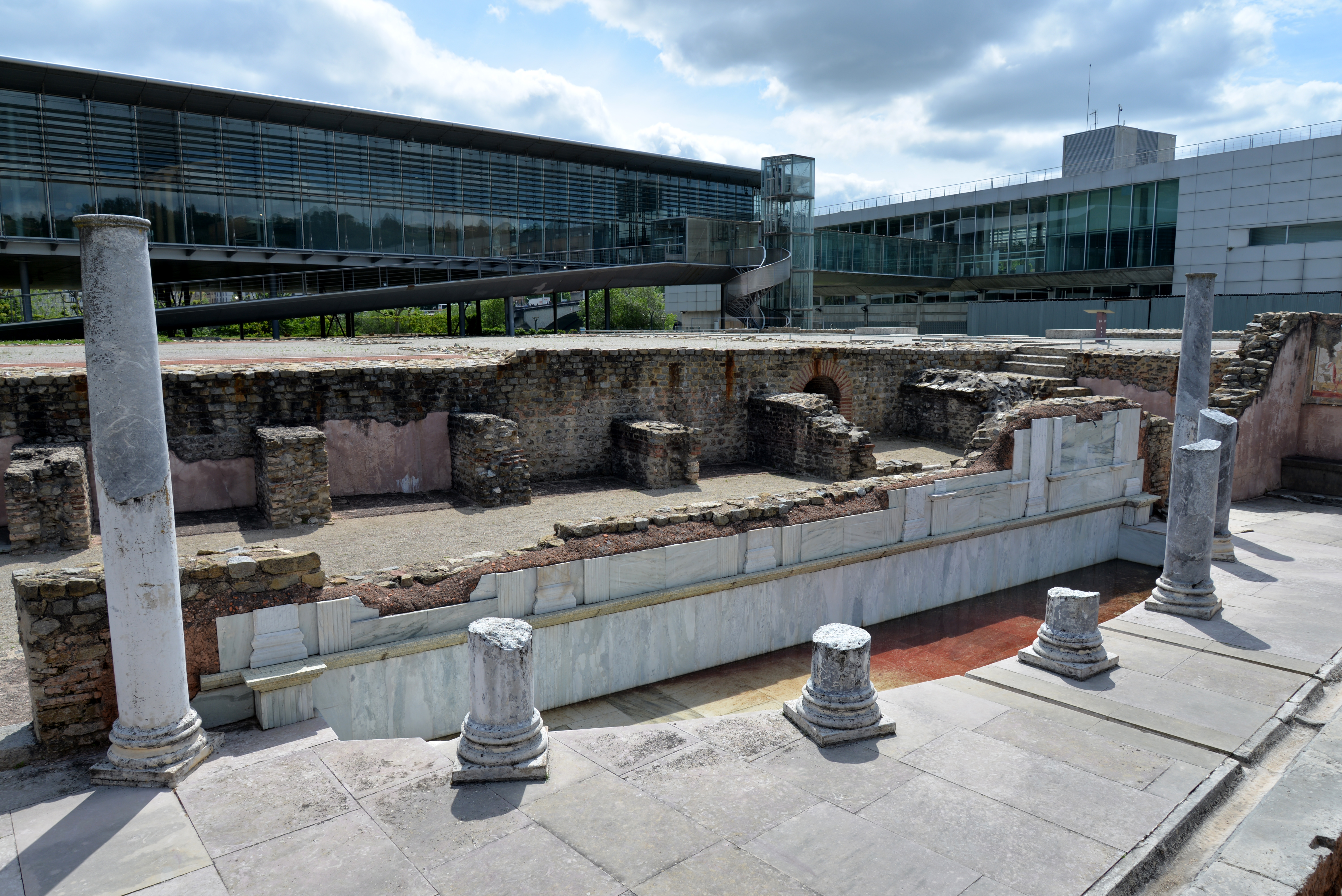
Thermes des Lutteurs.
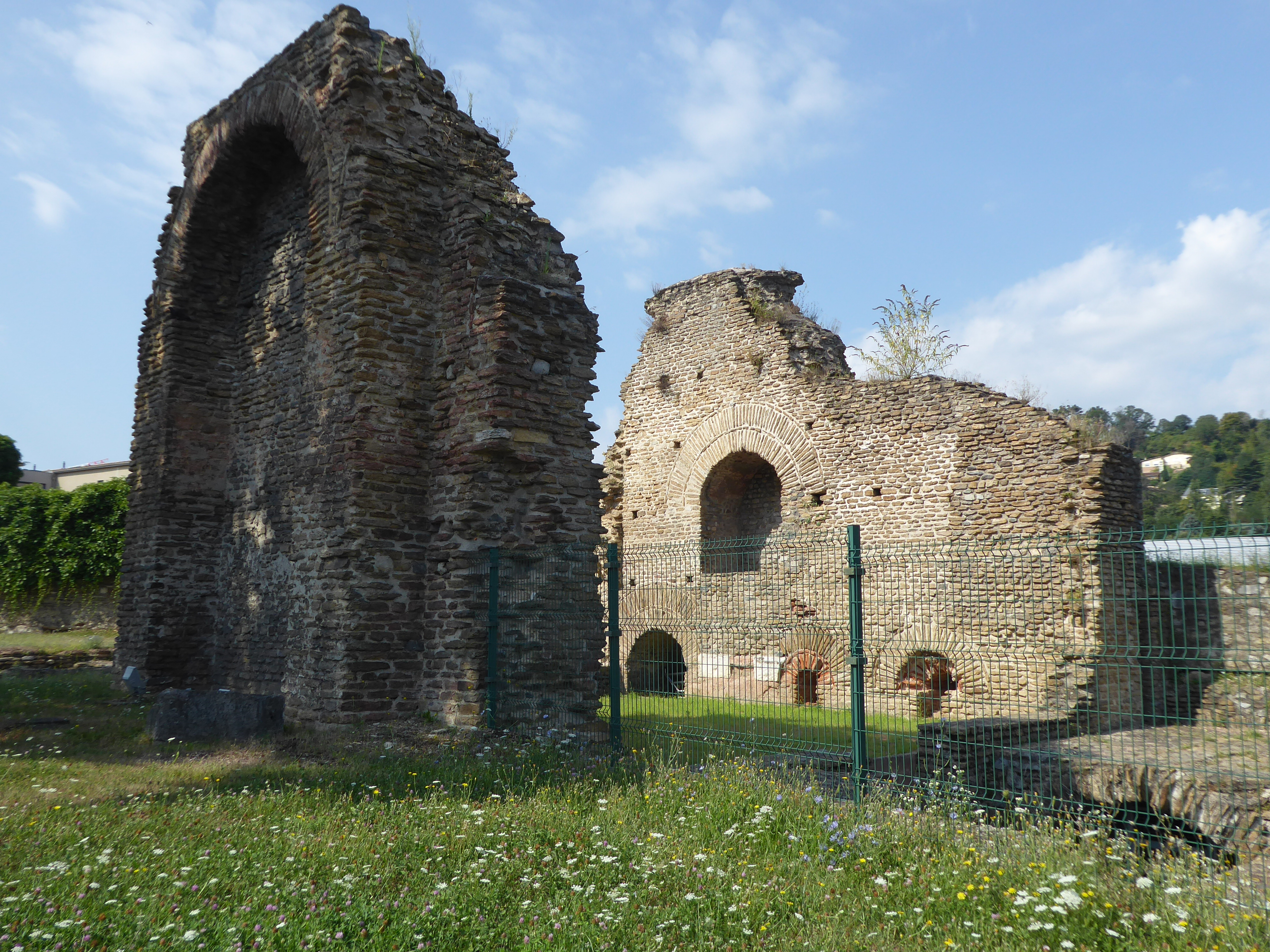
Palais du Miroir (en dehors du musée).

## Fréquentation
En dehors des années 2020 et 2021 pendant lesquelles le musée a dû composer avec une ouverture partielle en raison de la crise du covid, la fréquentation du musée se maintient depuis 2010 entre 70 000 et 80 000 visiteurs par an, avec un pic en 2011 à plus de 85 000 visiteurs.
| Année | Entrées gratuites | Entrées payantes | Total  |
| ----- | ----------------- | ---------------- | ------ |
| 2001  | 31 014            | 35 640           | 66 654 |
| 2002  | 0                 | 76 632           | 76 632 |
| 2003  | 34 405            | 34 089           | 68 494 |
| 2004  | 53 413            | 20 780           | 74 193 |
| 2005  | 51 832            | 21 649           | 73 481 |
| 2006  | 46 488            | 14 677           | 61 165 |
| 2007  | 47 664            | 17 801           | 65 465 |
| 2008  | 46 309            | 20 126           | 66 435 |
| 2009  | 48 864            | 20 601           | 69 465 |
| 2010  | 53 737            | 21 975           | 75 712 |
| 2011  | 58 353            | 27 097           | 85 450 |
| 2012  | 54 402            | 19 907           | 74 309 |
| 2013  | 60 495            | 21 758           | 82 253 |
| 2014  | 57 839            | 22 595           | 80 434 |
| 2015  | 48 909            | 20 782           | 69 691 |
| 2016  | 52 189            | 24 799           | 76 988 |
| 2017  | 51 100            | 23 693           | 74 793 |
| 2018  | 53 684            | 22 722           | 76 406 |
| 2019  | 51 106            | 22 898           | 74 004 |
| 2020  | 14 887            | 9 362            | 24 249 |
| 2021  | n.c.              | n.c.             | 33 480 |